# Grönemad
Grönemad  är en by i Tanums kommun i Bohuslän, Västra Götalands län. Grönemad ligger vid kusten, 2 km nordväst om Grebbestad strax söder om Ulmekärrsand. Grönemad är ett gammalt fiskeläge och stenhuggarsamhälle som tidigare hade  viss småindustri.
År 2018 utsågs Grönemad till Sveriges vackraste omväg av Circle K.

## Natur
Genom Grönemad rinner en bäck från Kuserödsmyren vid Ulmekärr. Denna bäck var förr tidvis uppdämd vid en bergsskärning för en kvarn, på en karta från 1694 kallad Ulmekärrs kvarn. I östra delen av Grönemad bildades då en damm. Området med sanka ängar, förr kallat Dammen, med sin gröna mad (mad = sank strandäng), kom sannolikt att ge upphov till namnet Grönemad. Den västra delen av Grönemad består till stor del av sand som ansamlats under och efter istiden. Detta område kom att kallas Sa’n (dialektalt för sanden). Norr om Grönemad finns ett område utsatt för ett öppet hav innanför den för sjöfarare i alla tider fruktade Tjurpannan. Här finns ett stycke strand som saknar motstycke utefter Bohusläns granitkust.
Ett stort klapperstensfält leder till intressanta grottbildningar, klassade som naturminne. I en brant bergssluttning mot Altarefjorden har vågkraften satt block och stenar i rörelse och slipat ut grottor under en tid då havet stod högre än nu. Den största grottan, kallad Munkkyrkan – enligt sägnen lär munkar ha bott här – är en 12 m djup så kallad tunnel-grotta drygt 5 m över havsnivån. Berggrunden i området består av grovkornig bohusgranit som här och var innesluter stycken av oregelbunden ådergnejs. Närmast stranden finns storblockig sten, till stor del transporterad långväga ifrån. Två stora skifferstenar kan ses, innan man når grottområdet. Ett stort fyrkantigt granitblock 25 m norr om Munkkyrkan, den så kallade Altarestenen (även kallad Predikstolen), har sannolikt brutits loss från bergskanten. Cirka 100 m norr om denna sten finns vackra strandgrytor och slipade urbergsraukar.

## Historia
Första gången som bebyggelse i Grönemad förekommer, är på en karta från 1694, på vilken ett hus finns utsatt. Grönemadsområdet utgjordes av utmarker till de två Kuserödsgårdarna, Kuseröd Västergård och Kuseröd Östergård, belägna nära Grebbestad. På området gick kor och får och betade, och växtligheten hölls på så sätt nere. Grönemad var förr ett mycket öppet landskap. Någon strandnära bebyggelse fanns inte förrän i slutet på 1800-talet.
När Grönemad under senare delen av 1800-talet befolkades allt mer, blev den huvudsakliga sysselsättningen stenhuggeri och fiske. De stora sillfiskeperioderna tycks inte ha inneburit något uppsving i Grönemad, utom möjligen den sista, i slutet på 1800-talet och de första åren på 1900-talet, då ett sillsalteri och en guanofabrik anlades i Krossekärr. Den verksamheten blev dock kortvarig – sillen tog snart slut.

### Stenindustrin
Liksom i norra Bohuslän i allmänhet får från slutet av 1800-talet stenindustrin stor betydelse i Grönemad. Stenbolaget Kullgrens Enka anlägger en stor brygga för utskeppning av smågatsten, knott. Bryggan kallas ännu Kullgrensbryggan. Finns även en brygga, Storsten (i dag en del i den norra hamnpiren), för utskeppning av just stor sten. I början på 1930-talet har det mesta av stenhuggeri-verksamheten upphört här.

### Kutterepoken
Under perioden 1910–1940 är Grönemad involverad i den så kallade kutterepoken. Från England inköpes tvåmastade fartyg, galeaser, som i Bohuslän kom att kallas kuttrar. Här i norra Bohuslän används de vid nordsjöfiske efter makrill och dessemellan och senare i fraktfart. I Grönemad blir praktiskt taget alla delaktiga i kutterepoken, antingen som ägare, delägare eller besättningsmän.

### Industriepoken
År 1904 startar Edvard Eliasson, Edvard på Sa’n, Grönemads första småindustri, en lådfabrik, för att tillgodose fiskets behov av trälådor. De första åren används en vindmotor som drivkraft för de två sågarna. En råoljemotor blir senare kraftkällan.
Omkring 1920 byggs en konservfabrik i Grönemad med bland annat norska intressenter. Man producerar bland annat rökta sardiner, ostronansjovis och gaffelbitar av sill. När verksamheten är som störst, 1937-38, arbetar här 65 kvinnor. Från Havstenssund köper man då räkor, som mest upp till 3,5 ton per dygn. Den produktionen exporteras framför allt till England. Under andra världskriget, 1939-45, ligger all verksamhet nere. Efter kriget övertas fabriken av Hällers från Smögen och byggs ut. Verksamheten fortgår några år, men brist på arbetskraft gör att fabriken läggs ner. Lokalerna övertas av Tanums kommun. Under en tid tillverkas här plastbåtar, blomlådor och multrumstoaletter i plast. År 1971 brinner fabriken och rivs därefter.
Omkring 1910 anläggs en cementvarufabrik i Grönemad. En fabrikör Gustav Karlsson utnyttjar sanden på Sa’n och tillverkar bland annat cementblock, brunnsringar, avloppsrör, men framför allt takpannor. Fortfarande ligger det takpannor på hus i Grönemad som tillverkats här för kanske 75 år sedan. Karlsson sägs vara upphovsman till namnet Ulmekärrsand för att framhäva områdets sand. Brist på lämplig sand gör dock att verksamheten efter hand läggs ner under 1930-talet.
En grönemadsbo, Aron Johansson, bygger på 1920-talet en snickeriverkstad, som utvecklas till en karosserifabrik för bilar och bussar, bland annat till de första Volvobilarna. Många grönemadsbor får arbete där, men år 1931 brinner fabriken ner. En ny, betydligt större fabriksbyggnad anläggs något år senare i anslutning till cementvarufabriken. Den uppförs i tre våningar med en lackeringsverkstad liggande avsides på grund av brandfaran. Under rådande depressionstid går dock fabriken i konkurs.
Under 1940-talet börjar grönemadsbor med snickeriverksamhet i lokalerna. Övertas småningom av andra ortsbor som startar båtbyggeri. Det är framför allt snäckor som byggs, men även ekor, allt i trä. Även denna verksamhet upphör dock, och byggnaden används som militärförråd under många år. Ett tankställe för marinens helikoptrar finns under ett antal år på planen mellan fabriken och Kullgrensbryggan. Byggnaderna rivs i slutet på 1980-talet.

### Blomstringstid
Första hälften av 1900-talet är en blomstringstid med folk i alla stugor. Här finns bilstation (taxi), flera affärer (den sista stänger 1963), två skomakerier och flera byggmästare. De två första fritidshusen i Grönemad byggs 1929 och i slutet på 1930-talet hyr de första badgästerna in sig hos de bofasta.

## Bebyggelsen
Grönemad kan delas in i det egentliga Grönemad samt Yttre och Inre Kuseröd, områden som i dag präglas av fritidsboende. Den bebodda (numer dock bara sommartid) Källareholmen räknas också hit. Detta Grönemad omfattar nu cirka 330 fastigheter, varav ett 50-tal dock är åretruntboende. Nya områden planeras för ytterligare bebyggelse, dels i bergen mellan Grönemad och Krossekärr, dels mot Ulmekärr. 
Stranden i Grönemad består i söder av en rad sjöbodar av skiftande ålder. Grönemads Bryggförening vårdar Kullgrensbryggan. Den omges av sandstränder, som vackra dagar fylls med många solande badgäster. I norr ligger Grönemads Hamnförenings småbåtshamn med plats för 170 småbåtar och 90 sjöbodar. En populär gästhamn för båtar upp till 15 meters längd omfamnar hamnen.
Dagens näringsliv i Grönemad är mer blygsamt mot tidigare. Utöver företaget JIBA (Janssons Immunbiologiska Aktiebolag) som två naturläkare bedriver, är de enda verksamheterna de med marin anknytning: Klemmings Dykhjälp som idkar ostronfiske året runt. Liksom Everts Sjöbod som bedriver måltidsturism som ostronprovningar och hummerfiske samt charterverksamhet med två båtar, Tuffa, en tvåmastad träbåt och Evert, en snabbgående plastbåt. Under sommarhalvåret förekommer dykeriverksamhet genom Dyk & Äventyr.
Grönemads Samhällsförening arrangerar i samarbete med andra föreningar i Grönemad ett rikt utbud av aktiviteter under året; såsom påskbrasa med fyrverkerier och valborgsmässoeld med tal till våren och sång av Grönemadskören nere vid Kullgrensbryggan, strandstädning med korvgrillning, midsommarfest med lotterier, dans och lekar kring stången, kultur- och blomstervandringar, allsång vid havet på berget norr om hamnen och inte minst Grönemadsdagen med en uppsjö av aktiviteter för både ung och gammal.